# Benny Kim
Benny Kim (* 14. August 1962 in Urbana / Illinois) ist ein US-amerikanischer Geiger koreanischer Herkunft.

## Leben
Kim begann seine Violinausbildung zehnjährig nach der Suzuki-Methode bei Doris Preucil. Er setzte sie bei Almita Vamos fort und gewann fünfzehnjährig mit seinem Solodebüt mit dem Chicago Symphony Orchestra die Chicago Symphony Youth Symphony Auditions. Im Folgejahr war er Preisträger der St. Louis Symphony Youth Auditions und der Julius Stulberg Auditions. An der Juilliard School war er Schüler von Dorothy DeLay und erwarb den Bachelor- und Mastergrad. 1983 gewann er die Young Concert Artists International Auditions.
Als Konzertmusiker trat Kim u. a. mit dem Chicago Symphony Orchestra, dem Boston Symphony Orchestra, dem St. Louis Symphony Orchestra, dem Cincinnati Symphony Orchestra und dem Detroit Symphony Orchestra, dem Hong Kong Philharmonic Orchestra, dem Orquésta Sinfonica Nacional de México, dem BBC National orquesta of Wales und den großen Orchestern Südafrikas auf. Als Kammermusiker arbeitete er u. a. mit Pinchas Zukerman, Lynn Harrell, Jaime Laredo, Nadja Salerno-Sonnenberg (Alben Bella Italia und Night and Day bei EMI) und Ida Kavafian zusammen. Häufig trat er mit seinem Bruder, dem Cellisten Eric Kim auf. Mit Daniel Hope gab er Konzerte beim Savannah Music Festival und dem Trondheim Chamber Music Festival, in der Queen Elizabeth Hall in London und im Lincoln Center. Außerdem ist er Erster Geiger im Miami String Quartet und unterrichtet seit 1995 als assoziierter Professor für Violine am Konservatorium der University of Missouri–Kansas City.